# Leucania striguscula
Leucania striguscula är en fjärilsart som beskrevs av Dyar 1913. Leucania striguscula ingår i släktet Leucania och familjen nattflyn. Inga underarter finns listade i Catalogue of Life.